# Carl Ludwig Willdenow
Carl Ludwig Willdenow, född 22 augusti 1765 i Berlin, död där 10 juli 1812, var en tysk botaniker och apotekare.
Willdenow avlade apotekarexamen 1785, blev 1789 medicine doktor i Halle an der Saale, samma år läkare i Berlin, 1798 professor i naturhistoria vid mediko-kirurgiska kollegiet och 1801 botaniker vid vetenskapsakademien i Berlin samt, då Berlinuniversitetet 1809 inrättades, professor i botanik och trädgårdsföreståndare vid detta. År 1811 blev han filosofie hedersdoktor där. 
Willdenow var mycket verksam inom botanikens tillämpade områden. Han insåg att växternas utbredning på jorden ej bör förklaras blott ur klimatiska grunder, utan även genom utbredningsförloppets historia. Han var en föregångare till de växtgeografiska idéer, som sedan framställdes av Alexander von Humboldt. Den senares stora växtsamlingar från Sydamerika började han bearbeta kort före sin död (sedermera utfört av Carl Sigismund Kunth). 
Han invaldes 1801 som utländsk ledamot av Kungliga Vetenskapsakademien. Hans herbarium innehåller mer än 20 000 kollekter och finns fortfarande i Berlin. Auktorsnamnet Willd. kan användas för Carl Ludwig Willdenow i samband med ett vetenskapligt namn inom botaniken; se Wikipediaartiklar som länkar till auktorsnamnet.